# Metropolitan – Verdammt, bourgeois, verliebt
Metropolitan ist ein US-amerikanischer Spielfilm aus dem Jahr 1990, mit dem der Regisseur, Drehbuchautor und Produzent Whit Stillman seinen Einstand als Filmemacher gab. Die Gesellschaftskomödie handelt von einem Freundeskreis von jungen New Yorkern aus meist reichen Familien, die über das Leben und Philosophie diskutieren, während sie zugleich miteinander in Romanzen, Freundschaften und Intrigen geraten.

## Handlung
Tom Townsend ist ein Princeton-Student und Bewunderer der Werke von Charles Fourier. Aus einer Laune heraus besucht er in der Vorweihnachtszeit einen Debütantinnenball, obgleich er die Veranstaltung, auf der vor allem die alteingesessene New Yorker Elite vertreten ist, abgehoben und altmodisch findet. Nach dem Ball begegnet er einem Freundeskreis junger Leute, die von der reichen Upper East Side kommen. Die Freunde glauben, Tom versehentlich sein Taxi genommen zu haben, und laden ihn als Entschuldigung auf ihre im Anschluss an den Ball stattfindende „After Hours Party“ ein.
Etwas zögerlich nimmt Tom die Einladung an und lernt die jungen Leute näher kennen, darunter: Nick Smith, ein Zyniker und Dandy, der ihm gegenüber aber freundschaftlich eingestellt ist und ihn in die Gepflogenheiten des Freundeszirkels einführt; Audrey, eine schüchterne Debütantin, die gerne Jane Austen liest und sich schon bald in Tom verguckt; Charlie, ein ernsthafter und sehr philosophisch angehauchter Brillenträger, der schon lange in Audrey verliebt ist, ohne ihr seine Liebe gestanden zu haben. Trotz vieler Unterschiede hat Tom auch gemeinsame Bekannte mit dem Freundeskreis, darunter seine Ex-Freundin Serena Slocum. Er muss noch immer ständig an sie denken, obwohl sie ihn hintergangen hatte.
Vor allem dank des Einsatzes von Nick und Audrey wird Tom binnen weniger Tage in den Freundeskreis integriert. Die jungen Menschen führen philosophische und politische Diskussionen miteinander, etwa darüber, ob man nicht als Geburtsreicher besonders zum Scheitern verurteilt sei, da man die großen Erwartungen kaum erfüllen könne. Der Freundeskreis – Charlie nennt sie Mitglieder der Urban haute bourgeoisie – müssen auch erkennen, dass ihre alten Traditionen, bei denen sie sich mit eleganter Abendgarderobe und alter Musik umgeben, auch unter den reichen New Yorkern der Yuppie-Ära schon im Schwinden sind – das sorgt bei ihnen für ein Gefühl tiefer Verunsicherung. Tom selbst empfindet eine Art Hassliebe gegen die charmante, aber auch elitäre Lebensart seiner neuen Freunde. Hinzu kommt, dass er selbst einen wohlhabenden Vater hat, der aber vor Jahren seine Familie für eine andere Frau verlassen hatte. Seitdem müssen Tom und seine Mutter auf ihr Geld aufpassen, für Tom ist es finanziell keine Nichtigkeit, den Anzug für die abendlichen Ausflüge mit den Freunden kaufen zu müssen.
Hinzu kommen auch im Freundeskreis die typischen Liebeswirren junger Menschen. Tom bemerkt nicht, dass Audrey sich in ihn verliebt hat, und denkt nur an Serena. Diese wiederum trifft sich mit Rick von Sloneker, einem jungen europäischen Aristokraten, der bei den Frauen sehr beliebt ist. Als Nick behauptet, dass Rick ein Mädchen einmal betrunken zum Sex verführt habe und diese sich (möglicherweise deshalb) kurz darauf umgebracht habe, treten in dem Freundeskreis deutliche Risse auf. Einige der Freunde zeigen Fehler in Nicks Geschichte auf und dieser gibt zu, dass die Erzählung ein Kompositum über mehrere Vorfälle aus Ricks Leben sei. Wenig später verlässt Nick Manhattan, als er zu seinem Vater und seiner Stiefmutter – mit der auf Kriegsfuß steht – gerufen wird. Er hinterlässt Tom beim Abschied seinen Zylinder als Zeichen seiner Freundschaft.
Audrey und eine Freundin verlassen Manhattan und wollen den Rest des Weihnachtsurlaubs in den Hamptons bei Rick von Sloneker verbringen. Tom wird sich erstmals bewusst, dass er Audrey sehr mag, und gerät – trotz der Zweifelhaftigkeit von Nicks Geschichten – in große Unruhe. Gemeinsam mit Charlie macht er sich auf den Weg in die Hamptons und die beiden freunden sich trotz einer gewissen Rivalität wegen Audrey miteinander an. Als sie bei Ricks Strandhaus ankommen, ist Audrey keinesfalls in Not, dennoch geraten sie in einen Streit mit Rick, der sie hinauswerfen lässt. Audrey ist dennoch heilfroh, die beiden zu sehen. Audrey erzählt, dass sie in Frankreich studieren werde, und Tom verspricht ihr, sie zu besuchen. Tom, Audrey und Charlie machen sich per Anhalter auf den Rückweg nach Manhattan.

## Produktionsgeschichte
Whit Stillman, der wie die meisten Figuren im Film aus einer wohlhabenden Ostküstenfamilie kommt und in Harvard studierte, hatte zunächst viele Jahre als Journalist und Filmhändler gearbeitet. In den 1980er-Jahren begann er, an Manuskripten für ein erstes Filmprojekt zu arbeiten. Er schrieb zunächst das Drehbuch zu Barcelona, seinem zweiten Film, doch dieser hätte – wie der Filmtitel es bereits andeutet – in Europa gedreht werden müssen. Da Stillman bereits ahnte, dass er als Debütfilmer kaum einen Dreh in Europa finanziert bekäme, zog er zunächst das Drehbuch zu dem in New York spielenden Metropolitan vor. Stillmans erste drei Filme Metropolitan, Barcelona (1994) und The Last Days of Disco (1998) werden oft als inoffizielle Filmtrilogie angesehen, da sie in Freundeskreisen von gebildeten jungen Menschen spielen und bestimmte Motive und Themen in allen drei Filmen wiederkehren.
Die Finanzierung von Metropolitan war dennoch schwierig, da Filme über das Leben und Wesen der amerikanischen Oberschicht mit der Ausnahme von Die Nacht vor der Hochzeit 50 Jahre zuvor nie wirklich kommerziell vielversprechend waren. Das Budget des Filmes lag am Ende bei knapp über 200.000 US-Dollar, eine sehr bescheidene Summe für einen Spielfilm, die Stillman zum Teil durch den Verkauf seines Appartements in New York finanzierte. Als Drehorte fungierten die Wohnungen von Freunden und Bekannten in New York.
Nicht nur für Regisseur Stillman, auch für viele der jungen Schauspieler stellte Metropolitan ihr Filmdebüt dar. Einige der Schauspieler wie Chris Eigeman oder Taylor Nichols wurden erneut bei nachfolgenden Projekten von Stillman eingesetzt. Nach Ende der Dreharbeiten fand Stillman zunächst keinen Verleiher, selbst unter den Verleihern von Independentfilmen bestand kein Interesse. Erst nach langen Diskussionen wurde er in das Programm des Sundance Film Festivals aufgenommen, wo mehrere prominente Filmkritiker ihn lobten. Auch bei den Filmfestspielen von Cannes wurde Metropolitan gezeigt und bekam weitere Aufmerksamkeit. Am Ende wurde der Film von New Line Cinema vertrieben und mit einem Einspielergebnis von fast drei Millionen US-Dollar in den Kinos der USA ein kommerzieller Erfolg.
Einige Kritiker verwiesen auf Parallelen der Handlung zu Jane Austens Mansfield Park. Tom und Audrey, die beiden Protagonisten, diskutieren im Verlaufe des Films über das Buch. Audrey lobt das Buch, während Tom sich kritisch äußert, dann aber zugeben muss, nur eine Literaturkritik und nie ein Werk von Jane Austen gelesen zu haben.

## Auszeichnungen
Metropolitan erhielt viele Auszeichnungen und Nominierungen. Bei den Independent Spirit Awards 1991 wurde Metropolitan als Bester Debütfilm ausgezeichnet, außerdem in der Kategorie Bester Film nominiert. Der Film gewann den Kritikerpreis beim Festival des amerikanischen Films in Deauville 1990 sowie den Silbernen Leoparden beim Internationalen Filmfestival von Locarno. Stillman wurde mit dem New York Film Critics Circle Award als bester neuer Regisseur ausgezeichnet. 
Im selben Jahr erhielt Whit Stillman eine Oscar-Nominierung in der Kategorie Bestes Originaldrehbuch.  Beim Sundance Film Festival war Metropolitan außerdem in der Kategorie Bestes Drama nominiert.

## Kritiken
Nach seiner Veröffentlichung im Jahr 1990 wurde Metropolitan allgemein mit starken Kritiken bedacht. Bei 41 Kritiken besitzt der Film auf dem US-Kritikerportal Rotten Tomatoes eine positive Wertung von 93 %. Der Kritikerkonsens lautet: „Metropolitan nimmt sanft die junge Gesellschaftsklasse in dieser klug geschriebenen Dramedy auf den Spieß, deren einzigartiger, spezifischer Schauplatz reichhaltige universale Wahrheiten bereithält.“
Richard Brody nannte Metropolitan einen „quirligen, auf unaufdringliche Weise tiefgründigen Debütfilm“. Stillman filme diese Freundschaftsrunden voller Liebe und Eifersucht, alter Denkweisen und neuer Freundschaften als „funkelnde dialektische Turniere“. Die gesprochenen Wörter würden den Film ausmachen und „bleibende emotionale Wunden hinterlassen“. „Seine sensible cineastische Balance von Darstellung, Bild und Flexion deutet auf eine Sensibilität, die von F. Scott Fitzgerald inspiriert und ihm würdig ist.“
Der Filmdienst schreibt: „Eine an äußerer Handlung arme Jugendstudie, die einfühlsam und typengenau, mit unterschwelliger Ironie und Heiterkeit, den Unterschied zwischen intellektuell zerschwätztem und wirklichem Leben aufzeigt und Probleme verdeutlicht, die junge Menschen im Schatten gesellschaftlicher Veränderung mit ihrem Bewußtsein und Selbstwertgefühl haben.“